# Парафія Святих Апостолів Петра і Павла в Криниці-Здруй
49°25′17″ пн. ш. 20°57′28″ сх. д. / 49.4214° пн. ш. 20.9578° сх. д.
Парафія Святих Апостолів Петра і Павла — греко-католицька парафія, розташована в Криниці-Здруй. Парафія належить до Краківсько-Криницького деканату та Перемишльсько-Варшавської архієпархії. Заснована у 15 столітті; відроджена 1982.